# Stéphane Lannoy
Stéphane Laurént Lannoy (Boulogne-sur-Mer, 18 settembre 1969) è un arbitro di calcio francese.

## Carriera
Diventato arbitro internazionale nel 2006, già nel 2007 viene convocato in occasione degli Europei Under-21 in Olanda (dove dirige lo spareggio per la qualificazione alle Olimpiadi tra Italia e Portogallo) e nello stesso anno fa il debutto nella UEFA Champions League, arbitrando Barcellona-Stoccarda.
È stato selezionato come 4º ufficiale per Euro 2008 in Austria e Svizzera, e come direttore di gara per le Olimpiadi del 2008 di Pechino accompagnato dagli assistenti Frédéric Dansault ed Eric Cano.
Nel 2008 ha ricevuto il trofeo UNFP di calcio come miglior arbitro del campionato 2007/08.
Dal 1º luglio 2009 entra a far parte della gruppo élite degli arbitri UEFA (i top d'Europa).
Nell'ottobre 2009 giunge la convocazione per dirigere al Mondiale Under 17 in Nigeria.
Ufficialmente convocato, prende parte ai Mondiali di calcio 2010 in Sudafrica (era l'unico francese candidato, avendo prevalso nel ballottaggio finale sul più anziano connazionale Bertrand Layec): in tale torneo dirige due partite, ovvero Olanda-Danimarca e Brasile-Costa d'Avorio.
Il 29 giugno 2010 la FIFA esclude la terna dal prosieguo dei mondiali assieme a quelle capitanate da Busacca, Larrionda, Coulibaly e Rosetti.
Nel dicembre 2011 viene selezionato ufficialmente per gli Europei di calcio del 2012 in Polonia ed Ucraina.
Nell'aprile 2012 viene inserito dalla FIFA in una lista di 52 arbitri preselezionati per i Mondiali 2014.
Nel maggio 2012 è designato come quarto ufficiale nella finale di Europa League, diretta dal tedesco Wolfgang Stark, disputatasi a Bucarest tra Atlético Madrid e Athletic Bilbao.
Agli Europei in Polonia ed Ucraina, il fischietto francese dirige dapprima due partite della fase a gironi: Germania-Portogallo e Grecia-Repubblica Ceca, e successivamente una delle due semifinali, tra Germania e Italia finita 2-1 per gli italiani.
Nel giugno del 2013 è selezionato dalla FIFA per prendere parte ai Mondiali Under 20 in Turchia. Qui dirige due partite della fase a gironi.
Nel gennaio 2014 non rientra nel novero degli arbitri selezionati per Brasile 2014, venendo così eliminato al taglio finale.
Il 31 dicembre 2014 viene ritirato dalle liste FIFA per raggiunti limiti di età, dopo una carriera internazionale durata 9 anni.

### Fonti
- Sito della FIFA, su FIFA.com.
- Sito della UEFA, su UEFA.com.
- Profilo su wordfootball.net, su ita.worldfootball.net.